# Hank Schrader
Henry "Hank" R. Schrader é um personagem fictício da série de televisão dramática estadunidense Breaking Bad, interpretada por Dean Norris e criado por Vince Gilligan, criador da série. O personagem também faz uma aparição na série spin-off Better Call Saul.
Henry R. Schrader é o cunhado do personagem principal Walter White, e é um agente da Drug Enforcement Administration (DEA) em Albuquerque, Novo México. Ao longo da série, ele lidera a investigação sobre o cozinheiro de metanfetaminas "Heisenberg" – sem saber que o traficante indescritível é seu próprio cunhado. Hank também enfrenta inúmeras ameaças dos cartéis de drogas rivais que afetam a saúde física e mental de Hank à medida que a série avança e, eventualmente, começa a tomar medidas mais extremas para encontrar "Heisenberg" e prendê-lo. O desenvolvimento do personagem de Hank ao longo da série e o desempenho de Norris foram aclamados pela crítica.